# Dernice
Dernice (piemontesisch Dernìs, ligurisch Dernìxe) ist eine italienische Gemeinde in der Provinz Alessandria (AL), Region Piemont.

## Lage und Einwohner
Der Ort Dernice liegt rund 50 km südöstlich von der Provinzhauptstadt Alessandria entfernt auf einer Höhe von 600 m über dem Meeresspiegel auf einem Bergrücken der die Täler Borbera und Curone trennt. Das Gemeindegebiet umfasst eine Fläche von 18,31 km² und hat 177 (Stand 31. Dezember 2023) Einwohner.
Die Nachbargemeinden sind Borghetto di Borbera, Brignano-Frascata, Cantalupo Ligure, Garbagna, Montacuto und San Sebastiano Curone.

## Geschichte

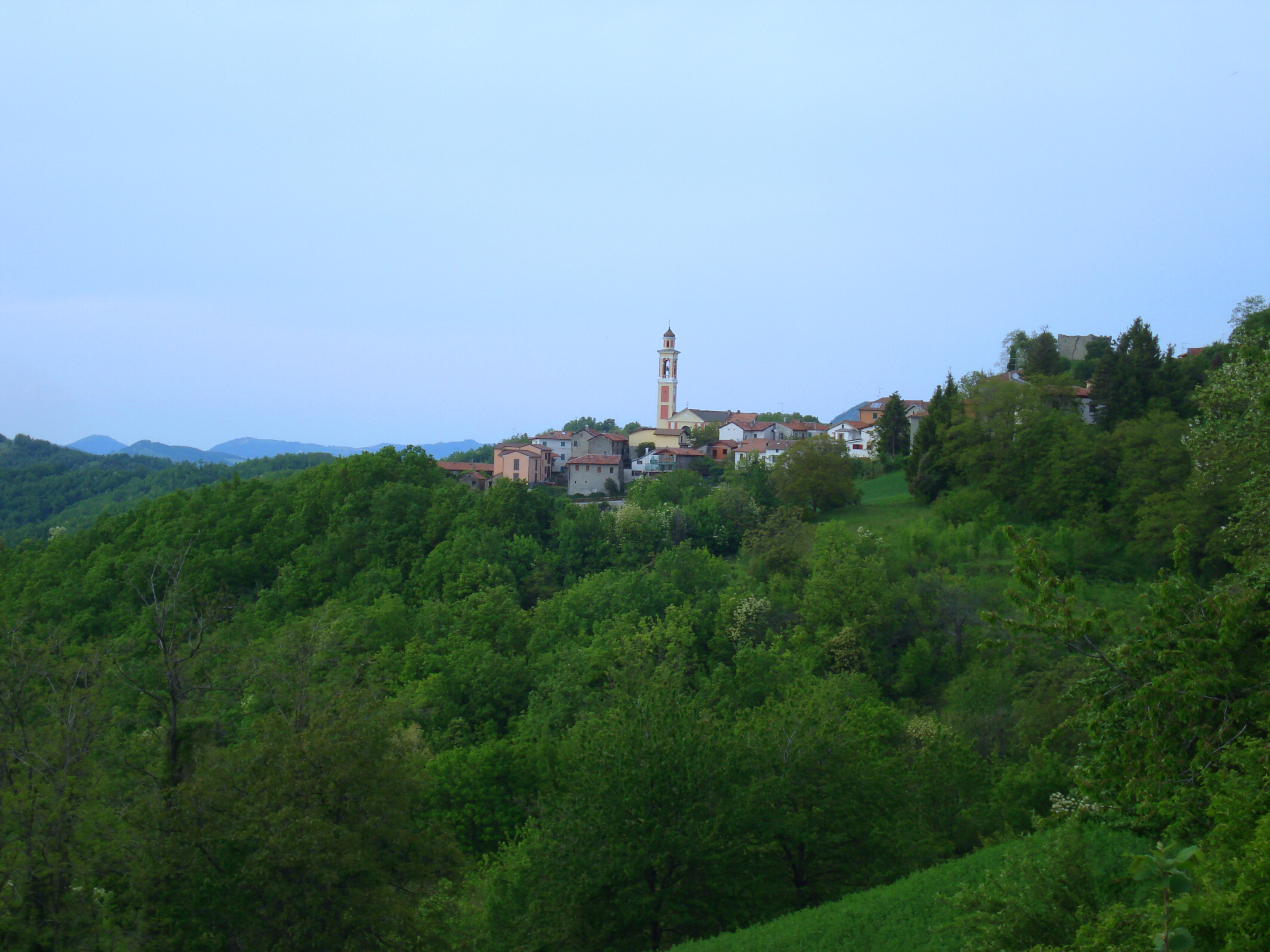
Landschaft bei Dernice

Sein Name ist seit dem Mittelalter durch die Formen Castellum Dernisium, Dernixius und Darnixius bezeugt. Die erste Erwähnung geht auf das Jahr 869 zurück, als Kaiser Lambert es auf Wunsch von Everard, dem Grafen von Tortona, einem Mann schenkte, der sein Vasall war und ebenfalls Everard getauft wurde. Im Jahr 1157 unterstand es der Diözese Tortona, was durch eine Bulle von Papst Adrian IV. bestätigt wurde. Friedrich Barbarossa lehnte sich gegen diese Entscheidung auf und entzog ihm, wenn auch nur vorübergehend, die Gerichtsbarkeit. Gemäß den damaligen Gepflogenheiten konnte das Bistum die von ihm verwalteten Städte als Lehen abtreten.
Feudalherren der Gegend wurden zunächst Guglielmo Pavese und seine Frau, dann die Brüder Oberto und Ubaldo von Dernice, nachdem sie der Gemeinde Tortona Treue geschworen hatten. Im Jahr 1295 wurde die örtliche Verwaltung Söldnern unter der Führung von Perotto Gamallero anvertraut. Mit der Ankunft der Malaspinas, die sich gegen die Viscontis stellten, kam es zu Konflikten, die zur Besetzung der Festungsburg durch Antonio Sanazzaro (1382) führten. Die nachfolgenden Herren, die das Dorf übernahmen, waren zuerst die Spinolas und dann die Sfrondati. Während des Spanischen Erbfolgekrieges im Jahr 1703 kam es zu einem harten Zusammenstoß zwischen einem kaiserlichen Kavalleriekorps unter der Führung von General Visconti und den Gallo-Hispanics unter dem Kommando des Grafen von Vendone.

## Sehenswürdigkeiten
- Die Überreste der Mauern und eines Turms, die Teil einer alten Burg sind, die heute zerstört ist.
- Die Pfarrkirche aus dem Jahr 1620.
- Die Überreste einer weiteren Burg der Familie Malaspina.